# Стрихарчук Юрій Йосипович
Юрій Йосипович Стрихарчук (нар. 17 серпня 1957) — радянський та український футболіст, захисник, зараз — дитячий тренер.

## Життєпис
Народився 17 серпня 1957 року. Футбольний шлях розпочав у 1981 році в аматорському клубі «Зоря» (Хоростків). У 1982 році перейшов до житомирського «Спартака», який виступав у другій лізі чемпіонату СРСР. Кольори житомирського клубу захищав до 1985 року, за цей час у чемпіонаті СРСР зіграв 152 матчі та відзначився 4 голами. У 1986 році перейшов до іншого друголігового клубу, рівненського «Авангарда». Проте в команді закріпитися не зумів й, зігравши 9 матчів у футболці клубу, в 1987 році повернувся до Житомира. У складі «Полісся» продовжив виступи в другій лізі, до 1991 року зіграв 228 матчів та зіграв 13 матчів. 
Після розпаду СРСР продовжив виступи в житомирському клубі (тепер уже в «Хіміку»). Дебютував у Кубку України 16 лютого 1992 року в переможному (2:1) виїзному поєдинку 1/32 фіналу кубку України проти нікопольського «Металурга». Юрій вийшов на поле в стартовому складі та відіграв увесь матч, а на 25-й хвилині відзначився голом. У першій лізі чемпіонату України дебютував 17 березня 1992 року у програному (1:4) виїзному поєдинку 2-го туру 1 підгрупи проти дрогобицької «Галичини». Стрихарчук вийшов на поле в стартовому складі та відіграв увесь матч. Єдиним голом у чемпіонатах України відзначився 8 квітня 1992 року на 70-й хвилині нічийного (1:1) виїзного поєдинку 7-го туру проти хмельницького «Поділля». Юрій вийшов на поле в стартовому складі та відіграв увесь матч, а на 52-й хвилині отримав жовту картку.
Загалом у сезоні 1992 року зіграв 11 матчів (1 гол) у чемпіонаті України та 4 матчі (3 голи) в кубку України. По завершенні сезону закінчив кар'єру футболіста.
Зараз працює тренером-викладачем у ДЮСШ «Полісся» (Житомир) в команді юнаків 2002 року народження.